# Americas Rugby Championship 2016
Navigation
Americas Rugby Championship 2017
L'Americas Rugby Championship 2016 a lieu du 6 février au 5 mars 2016. La compétition se déroule sur cinq journées disputées en février et mars. Ces cinq journées s'étalent sur cinq semaines consécutives, donc sans pause entre elles. Chacune des six nations participantes affronte toutes les autres. En 2016, les trois équipes qui ont l'avantage de jouer un match à domicile de plus que les autres sont le Brésil, le Chili et les États-Unis.
Tous les matches sont reconnus tests internationaux donnant droit à une cape, y compris pour les joueurs de l'équipe Argentine XV et leurs adversaires. En revanche, les matches de l'Argentine XV ne comptent pas pour les classements de World rugby.

## Villes et stades
| Pays       | Ville               | Stade                           | Capacité |
| ---------- | ------------------- | ------------------------------- | -------- |
| Argentine  | Rosario             | Duendes Rugby Club              | 3 000 +  |
| Argentine  | San Juan            | Estadio Bicentenario            | 17 500 + |
| Brésil     | São Paulo           | Arena Barueri                   | 31 450   |
| Brésil     | São José dos Campos | Estadio Martins Pereira         | 12 000   |
| Brésil     | São Paulo           | Stade du Pacaembu               | 37 730   |
| Canada     | Langford, BC        | Westhills Stadium               | 3 600    |
| Chili      | Las Condes          | Estadio San Carlos de Apoquindo | 15 000   |
| Chili      | Viña del Mar        | Estadio Sausalito               | 25 000   |
| États-Unis | Fort Lauderdale, FL | Lockhart Stadium                | 20 450   |
| États-Unis | Houston, TX         | BBVA Compass Stadium            | 22 000   |
| États-Unis | Round Rock, TX      | Dell Diamond                    | 11 722   |
| Uruguay    | Maldonado           | Estadio Domingo Burgueño Miguel | 25 000   |
| Uruguay    | Montevideo          | Estadio Charrúa                 | 14 000   |

## Les matches
Le programme 2016 est dévoilé le 15 décembre 2015.
Les heures sont données dans les fuseaux horaires utilisés par le pays hôte, avec le temps universel coordonné entre parenthèses.
| Le 6 février à 16 h 00 PST (UTC−08:00) | Westhills Stadium, Langford, BC   | Canada     | 33 - 17 | Uruguay      |
| Le 6 février à 19 h 10 CST (UTC−06:00) | BBVA Compass Stadium, Houston, TX | États-Unis | 35 - 35 | Argentine XV |
| Le 6 février à 19 h 10 CLT (UTC−04:00) | Estadio Sausalito, Viña del Mar   | Chili      | 25 - 22 | Brésil       |

| Le 12 février à 20 h 10 BRST (UTC−02:00) | Arena Barueri, São Paulo           | Brésil       | 29 - 33 | Uruguay |
| Le 13 février à 18 h 10 ART (UTC−03:00)  | Estadio del Bicentenario, San Juan | Argentine XV | 52 - 15 | Chili   |
| Le 13 février à 18 h 10 CST (UTC−06:00)  | Dell Diamond, Round Rock, TX       | États-Unis   | 30 - 22 | Canada  |

| Le 20 février à 16 h 00 PST (UTC−08:00) | Westhills Stadium, Langford, BC            | Canada     | 52 - 25 | Brésil       |
| Le 20 février à 18 h 10 EST (UTC−05:00) | Lockhart Stadium, Fort Lauderdale, FL      | États-Unis | 64 - 0  | Chili        |
| Le 20 février à 20 h 30 UYT (UTC−03:00) | Estadio Domingo Burgueño Miguel, Maldonado | Uruguay    | 21 - 24 | Argentine XV |

| Le 26 février à 18 h 10 ART (UTC−03:00) | Duendes Rugby Club, Rosario                  | Argentine XV | 54 - 21 | Canada     |
| Le 27 février à 18 h 10 BRT (UTC−03:00) | Estadio Martins Pereira, São José dos Campos | Brésil       | 24 - 23 | États-Unis |
| Le 27 février à 20 h 10 CLT (UTC−03:00) | Estadio San Carlos de Apoquindo, Las Condes  | Chili        | 20 - 23 | Uruguay    |

| Le 5 mars à 18 h 10 UYT (UTC−03:00) | Estadio Charrúa, Montevideo                 | Uruguay | 29 - 25 | États-Unis   |
| Le 5 mars à 19 h 10 CLT (UTC−03:00) | Estadio San Carlos de Apoquindo, Las Condes | Chili   | 13 - 64 | Canada       |
| Le 5 mars à 20 h 10 BRT (UTC−03:00) | Stade du Pacaembu, São Paulo                | Brésil  | 7 - 42  | Argentine XV |

## Classement
La sélection Argentine XV n’a perdu aucun de ses cinq matches : quatre victoires et un match nul aux États-Unis. Cette sorte de victoire est connue sous le nom de Petit Chelem.
| Rang | Nation       | J | V | N | D | Bo | Bd | Pm  | Pe  | Diff | Pts |
| ---- | ------------ | - | - | - | - | -- | -- | --- | --- | ---- | --- |
| 1    | Argentine XV | 5 | 4 | 1 | 0 | 4  | 0  | 207 | 99  | +108 | 22  |
| 2    | États-Unis   | 5 | 2 | 1 | 2 | 3  | 2  | 177 | 110 | +67  | 15  |
| 3    | Canada       | 5 | 3 | 0 | 2 | 2  | 0  | 192 | 131 | +61  | 15  |
| 4    | Uruguay      | 5 | 3 | 0 | 2 | 1  | 0  | 123 | 131 | -8   | 14  |
| 5    | Brésil       | 5 | 1 | 0 | 4 | 0  | 2  | 107 | 175 | -68  | 6   |
| 6    | Chili        | 5 | 1 | 0 | 4 | 0  | 1  | 73  | 225 | -152 | 5   |

|  | Vainqueur du tournoi |

Attribution des points : victoire : 4 points ; match nul : 2 points ; défaite : 0 ; bonus offensif pour quatre essais marqués ou plus : 1 point ; bonus défensif pour une défaite de sept points ou moins : 1 point

## Acteurs du Tournoi des Amériques

### Joueurs

#### Argentine XV
Pablo Bouza, sélectionneur de l'équipe réserve d'Argentine, l'Argentine XV, pour cette compétition, annonce sa liste le 22 janvier 2016. Celle-ci se compose de 26 joueurs, 15 avants et 11 arrières, dont 3 évoluent à partir de 2016 avec la nouvelle franchise des Jaguars en Super Rugby.
| Entraîneur | Entraîneur             | Pablo Bouza                                                                           |
| Avants     | Pilier                 | Felipe Arregui, Cristian Bartoloni, Franco Brarda, Enrique Pieretto, Roberto Tejerizo |
| Avants     | Talonneur              | Facundo Bosch, Santiago Iglesias Valdez                                               |
| Avants     | Deuxième ligne         | Ignacio Calas, Marcos Kremer, Ignacio Larrague, Pedro Ortega                          |
| Avants     | Troisième ligne aile   | Rodrigo Báez, Lautaro Bavaro, José Deheza                                             |
| Avants     | Troisième ligne centre | Santiago Montagner                                                                    |
| Arrières   | Demi de mêlée          | Lautaro Bazán, Gonzalo Bertranou                                                      |
| Arrières   | Demi d'ouverture       | Domingo Miotti, Juan Léon Novillo                                                     |
| Arrières   | Centre                 | Juan Cappiello, Joaquín Paz                                                           |
| Arrières   | Ailier                 | Tomás Carrió, Franco Cuaranta, Matías Orlando                                         |
| Arrières   | Arrière                | Pedro Mercerat, Ramiro Moyano                                                         |

#### Brésil
Rodolfo Ambrosio est le dernier à annoncer sa liste, le 2 février 2016. Celle-ci se compose de 31 joueurs, 16 avants et 15 arrières. Le 10 février l'ailier Yan Machado, qui n'est pas dans la liste initiale, intègre le groupe des 23 joueurs retenus pour affronter l'Uruguay.
| Entraîneur | Entraîneur             | Rodolfo Ambrosio                                                                                           |
| Avants     | Pilier                 | Lucas Abud de Andrade, Vitor Ancina de Oliveira, Wilton José Murilo Rebolo, Caíque Silva, Jardel Vettorato |
| Avants     | Talonneur              | Daniel Danielewicz, Yan Rosetti                                                                            |
| Avants     | Deuxième ligne         | Cleber Dias da Silva Júnior, Lucas Piero de Moraes, Felipe Tissot, Luiz Gustavo Vieira                     |
| Avants     | Troisième ligne aile   | Arthur Bergo, João Luiz da Ros, Mark Jackson, Matheus Wolf                                                 |
| Avants     | Troisième ligne centre | Nick Smith                                                                                                 |
| Arrières   | Demi de mêlée          | Beukes Cremer, Lucas Duque                                                                                 |
| Arrières   | Demi d'ouverture       | David Harvey                                                                                               |
| Arrières   | Centre                 | Moisés Duque, Mateus Estrela, Martin Schaefer, Felipe Sancery, Gabriel Torres Paganini                     |
| Arrières   | Ailier                 | Pedrinho da Costa Lopes, Stefano Giantorno, Yan Machado, Lucas Muller, Zé Tranquez                         |
| Arrières   | Arrière                | Laurent Bourda-Couhet, Guilherme Coghetto, Daniel Sancery                                                  |

#### Canada
François Ratier, sélectionneur par intérim à la suite de la démission de Kieran Crowley, annonce sa liste le 26 janvier 2016. Celle-ci se compose de 28 joueurs dont 18 ne comptent aucune sélection. L'ailier de Sale Phil MacKenzie constitue le seul joueur professionnel du groupe ayant pu être libéré.
| Entraîneur | Entraîneur             | François Ratier                                                                |
| Avants     | Pilier                 | Rob Brouwer, Hubert Buydens, Jake Ilnicki, Ryan Kotlewski, Djustice Sears-Duru |
| Avants     | Talonneur              | Ray Barkwill, Eric Howard, Alex Mascott                                        |
| Avants     | Deuxième ligne         | Liam Chisholm, Paul Ciulini, Callum Morrison, Evan Olmstead                    |
| Avants     | Troisième ligne aile   | Kyle Baillie, Lucas Rumball, Alistair Clark, Mike Hamson                       |
| Avants     | Troisième ligne centre | Clayton Panga                                                                  |
| Arrières   | Demi de mêlée          | Andrew Ferguson, Gordon McRorie, Jake Robinson                                 |
| Arrières   | Demi d'ouverture       | Gradyn Bowd, Pat Parfrey                                                       |
| Arrières   | Centre                 | Nick Blevins, Mozac Samson                                                     |
| Arrières   | Ailier                 | Phil MacKenzie, Duncan Maguire, Dan Moor                                       |
| Arrières   | Arrière                | Brett Johnson                                                                  |

#### Chili
Elías Santillán, nouveau sélectionneur nommé à la suite de la démission de Paul Healy,, annonce sa liste le 3 février 2016. Celle-ci se compose de 26 joueurs, 15 avants et 11 arrières, dont les éléments les plus expérimentés sont le demi d'ouverture Cristian Onetto et le pilier Sergio de la Fuente avec, respectivement, 60 et 48 sélections,.
| Entraîneur | Entraîneur             | Elías Santillán                                                                             |
| Avants     | Pilier                 | José Ramon Ayarza, Sergio de la Fuente, José Tomás Munita, Luis Sepúlveda, Claudio Zamorano |
| Avants     | Talonneur              | Tomás Dussaillant, Rodrigo Moya, Cristóbal Niedmann                                         |
| Avants     | Deuxième ligne         | Ignacio Alvárez Argandoña, Matías Cabrera Rodillo, Raimundo Piwonka                         |
| Avants     | Troisième ligne aile   | Javier Richard, Ignacio Silva, Benjamín Soto                                                |
| Avants     | Troisième ligne centre | Nikola Bursic                                                                               |
| Arrières   | Demi de mêlée          | Juan Pablo Perrotta, Beltrán Vergara                                                        |
| Arrières   | Demi d'ouverture       | Cristian Onetto                                                                             |
| Arrières   | Centre                 | Francisco de la Fuente, José Ignacio Larenas, Matías Nordenflycht                           |
| Arrières   | Ailier                 | Matías Contreras, Leonardo Montoya, Ítalo Zunino                                            |
| Arrières   | Arrière                | Pablo Casas, Humberto Chacaltana                                                            |

#### États-Unis
John Mitchell, le nouveau sélectionneur, annonce sa liste le 29 janvier 2016,. Celle-ci se compose de 37 joueurs dont seulement 15 comptent déjà une sélection,. Parmi ces 37 joueurs seuls 19 sont disponibles pour l'intégralité du tournoi,. Cela est dû en partie au fait que les joueurs professionnels de l'effectif évoluant en Europe ne peuvent être libérés par leurs clubs pour l'intégralité de la compétition,,.
| Entraîneur | Entraîneur             | John Mitchell                                                                          |
| Avants     | Pilier                 | Chris Baumann, Demecus Beach, Eric Fry, Olive Kilifi, Titi Lamositele, Joe Taufete'e   |
| Avants     | Talonneur              | Cameron Falcon, James Hilterbrand, Mike Sosene-Feagai                                  |
| Avants     | Deuxième ligne         | Ben Landry, Brodie Orth, Greg Peterson, David Tameilau                                 |
| Avants     | Troisième ligne aile   | Pat Blair, Todd Clever, Hanco Germishuys, Alec Gletzer, Aladdin Schirmer, Bruce Thomas |
| Avants     | Troisième ligne centre | Cam Dolan, Matt Trouville                                                              |
| Arrières   | Demi de mêlée          | Tom Bliss, Niku Kruger, Mike Te'o                                                      |
| Arrières   | Demi d'ouverture       | James Bird, Jean Pierre Eloff                                                          |
| Arrières   | Centre                 | Lemoto Filikitonga, Mike Garrity, Chad London                                          |
| Arrières   | Ailier                 | Nick Edwards, Luke Hume, Ryan Matyas, Kingsley McGowan, Takudzwa Ngwenya, Tim Stanfill |
| Arrières   | Arrière                | Jake Anderson, Blaine Scully                                                           |

#### Uruguay
Esteban Meneses, le nouveau sélectionneur, annonce le 27 janvier 2016 une liste initiale de 24 joueurs en vue du premier match contre le Canada. Celle-ci se compose de 14 avants et 10 arrières. Le 10 février, il intègre cinq joueurs de plus à son groupe pour affronter le Brésil.
| Entraîneur | Entraîneur             | Esteban Meneses                                                                                  |
| Avants     | Pilier                 | Rodolfo De Mula, Juan Echeverriá, Facundo Gattas, Rafael Mones, Mateo Sanguinetti, Ignacio Secco |
| Avants     | Talonneur              | Carlos Arboleya, Germán Kessler                                                                  |
| Avants     | Deuxième ligne         | Ignacio Dotti, Franco Lamanna, Mathias Palomeque, Gonzalo Soto                                   |
| Avants     | Troisième ligne aile   | Matías Beer, Juan Manuel Gaminara, Lukas Lacoste, Diego Magno                                    |
| Avants     | Troisième ligne centre | Alejandro Nieto                                                                                  |
| Arrières   | Demi de mêlée          | Santiago Arata, Guillermo Lijtenstein                                                            |
| Arrières   | Demi d'ouverture       | Manuel Blengio, Martín Secco, Rodrigo Silva                                                      |
| Arrières   | Centre                 | Pedro Deal, Alberto Román, Andrés Vilaseca                                                       |
| Arrières   | Ailier                 | Federico Favaro, Leandro Leivas, Santiago Martínez Etcheverry                                    |
| Arrières   | Arrière                | Gastón Mieres                                                                                    |

### Arbitres
La liste des arbitres de champ est dévoilée le 23 janvier 2016 :
| CONSUR                                               | NACRA                        |
| ---------------------------------------------------- | ---------------------------- |
| - Joaquín Montes - Damián Schneider - Juan Sylvestre | - Chris Assmus - Kurt Weaver |

## Statistiques individuelles

### Meilleurs marqueurs
| Rang | Joueur                   | Équipe       | Essais |
| ---- | ------------------------ | ------------ | ------ |
| 1    | Juan Pablo Estelles (en) | Argentine XV | 5      |
| -    | Joaquín Paz (en)         | Argentine XV | 5      |
| 3    | Todd Clever              | États-Unis   | 4      |
| -    | Dan Moor                 | Canada       | 4      |
| -    | Daniel Sancery           | Brésil       | 4      |
| 6    | Nick Blevins (en)        | Canada       | 3      |
| -    | Chad London (en)         | États-Unis   | 3      |

### Meilleurs réalisateurs
| Rang | Joueur                   | Équipe       | Points | Essais | Transf. | Pén. | Drops |
| ---- | ------------------------ | ------------ | ------ | ------ | ------- | ---- | ----- |
| 1    | Matias Nordenflycht      | Chili        | 53     | -      | -       | -    | -     |
| 2    | Gordon McRorie (en)      | Canada       | 45     | -      | -       | -    | -     |
| 3    | Pedro Mercerat           | Argentine XV | 43     | -      | -       | -    | -     |
| 4    | James Bird               | États-Unis   | 35     | -      | -       | -    | -     |
| 5    | Andrew Ferguson          | Canada       | 33     | -      | -       | -    | -     |
| 6    | Moisés Duque             | Brésil       | 26     | -      | -       | -    | -     |
| -    | David Harvey             | Brésil       | 26     | -      | -       | -    | -     |
| 8    | Juan Pablo Estelles (en) | Argentine XV | 25     | -      | -       | -    | -     |
| -    | Joaquín Paz (en)         | Argentine XV | 25     | -      | -       | -    | -     |
| 10   | Martin Secco             | Uruguay      | 24     | -      | -       | -    | -     |

## Première journée

### Canada - Uruguay
(mt : 19 - 7)
Homme du match :
Cartons jaunes : C. Panga 75e, Canada ;
M. Sanguinetti 62e, Uruguay
Points marqués :
- Canada : 5 essais (bonus offensif) de MacKenzie (7e), Blevins (19e), Moor (27e, 71e) et Clark (64e) ; 4 transformations de McRorie (20e, 28e, 65e, 72e)
- Uruguay : 3 essais de pénalité (33e), Nieto (68e) et Leivas (76e) ; 1 transformation de Silva (34e)

Évolution du score : 5-0, 12-0, 19-0, 19-7, mt, 26-7, 26-12, 33-12, 33-17
Arbitre :  Juan Sylvestre

### États-Unis - Argentine XV
(mt : 16 - 21)
Homme du match :
Carton jaune : J. Cappiello 35e, États-Unis
Points marqués :
- États-Unis : 4 essais (bonus offensif) de Ngwenya (11e), Clever (50e), Dolan (65e) et Fry (74e) ; 3 transformations de Bird (12e, 66e, 75e) ; 3 pénalités de Bird (2e, 5e, 32e)
- Argentine XV : 5 essais (bonus offensif) de Carrió (16e, 77e), Báez (24e), Paz (35e) et Bertranou (64e) ; 5 transformations de Miotti (17e, 25e, 36e) et Novillo (65e, 78e)

Évolution du score : 3-0, 6-0, 13-0, 13-7, 13-14, 16-14, 16-21, mt, 21-21, 21-28, 28-28, 35-28, 35-35
Arbitre :  Chris Assmus

### Chili - Brésil
(mt : 20-7)
Homme du match :
Points marqués :
- Chili : 3 essais Zunino 23e, de la Fuente 39e, Larenas 54e ; 2 transf. Nordenflycht 24e, 40e ; 2/3 pénalités Nordenflycht 4e, 17e
- Brésil : 3 essais D. Sancery 7e, F. Sancery 65e, Tranquez 68e ; 2 transf. Harvey 8e,69e ; 1/3 pénalité Harvey 58e

Évolution du score : 3-0, 3-7, 6-7, 13-7, 20-7, mt, 25-7, 25-10, 25-17, 25-22
Arbitre :  Joaquin Montes

## Deuxième journée

### Brésil - Uruguay
(mt : 16-15)
Homme du match :
Cartons jaunes : W. Rebolo 30e, M. Jackson 72e, tous deux Brésil
Points marqués :
- Brésil : 2 essais : Viera 10e, D.Sancery 57e ; 2 transf. Harvey ; 5/5 pénalités Harvey 2e, 8e, 19e, 54e, 69e
- Uruguay : 5 essais : de pénalité 32e, Lamanna 35e, 75e, Arata 61e, Kessler 65e ; 1 transf. Silva 32e ; 2/3 pénalités 5e, 49e

Évolution du score : 3-0, 3-3, 6-3, 13-3, 16-3, 16-10, 16-15, mt, 16-18, 19-18, 26-18, 26-23, 26-28, 29-28, 29-33
Arbitre :  D. Schneider

### Argentine XV - Chili
(mt :  - )
Homme du match :
Points marqués :
- Argentine XV : 8 essais Tuculet 2e, 24e, Paz 16e, 58e, 71e, 77e, Portillo 63e, Etchart 65e ; 6/8 transf. Mercerat 3e, 16e, 59e, 64e, 72e, 78e
- Chili : 5/6 pénalités Nordenflycht 10e, 19e, 40e, 44e, 68e

Évolution du score : 7-0, 7-3, 14-3, 14-6, 14-9, mt, 14-12, 21-12, 28-12, 33-12, 33-15, 40-15, 45-15, 52-15
Arbitre :  K. Weaver

### États-Unis - Canada
(mt : 10-12)
Homme du match :
Points marqués :
- États-Unis : 4 essais London 26e, Clever 57e, 61e, 65e ; 2 transf. Bird 27e, Kruger (1/2) 66e ; 2 pénalités Bird 20e, Kruger (1/2) 76e
- Canada : essai Maguire 69e ; transf. Ferguson ; 5/6 pénalités McRorie 9e, 13e, 22e, 30e, 45e

Évolution du score : 0-3, 0-6, 3-6, 3-9, 10-9, 10-12, mt, 10-15, 15-15, 20-15, 27-15, 27-22, 30-22
Arbitre :  Juan Sylvester

## Troisième journée

### Canada - Brésil
(mt : 31-13)
Homme du match :
Points marqués :
- Canada : 7 essais (bo : Rumball 4e, 40e, Panga 12e, 65e, Barkwill 30e, Ciulini 76e, Hamson 80e ; 7 transf. Ferguson, 2 transf. Staller ; 1/2 pénalité Ferguson 24e
- Brésil : 3 essais : Cremer 26e, D.Sancery 47e, Du Ros 71e ; 2 transf. : M.Duque 27e, 72e ; 2 pénalités : M. Duque 9e, 21e

Évolution du score : 7-0, 7-3, 14-3, 14-6, 17-6, 17-13, 24-13, 31-13, mt, 31-18, 38-18, 38-25, 45-25, 52-25
Arbitre :  Joaquin Montes

### États-Unis - Chili
(mt :  - )
Homme du match :
Points marqués :
Évolution du score :
Arbitre :

### Uruguay - Argentine XV
(mt :  - )
Homme du match :
Points marqués :
Évolution du score :
Arbitre :

## Quatrième journée

### Argentine XV - Canada
(mt :  - )
Homme du match :
Points marqués :
Évolution du score :
Arbitre :

### Brésil - États-Unis
(mt :  - )
Homme du match :
Points marqués :
Évolution du score :
Arbitre :

### Chili - Uruguay
(mt :  - )
Homme du match :
Points marqués :
Évolution du score :
Arbitre :

## Cinquième journée

### Uruguay - États-Unis
(mt :  - )
Homme du match :
Points marqués :
Évolution du score :
Arbitre :

### Chili - Canada
(mt :  - )
Homme du match :
Points marqués :
Évolution du score :
Arbitre :

### Brésil - Argentine XV
(mt :  - )
Homme du match :
Points marqués :
Évolution du score :
Arbitre :